# 972 a.C.
Il 972 a.C. (CMLXXII a.C. in numeri romani) è un anno  del X secolo a.C.

## Nati
- Roboamo, sovrano ebreo antico († 914 a.C.)